# Mel Parsons
Mel Parsons (West Coast, 21 ottobre 1981) è una cantautrice neozelandese.

## Biografia
Mel Parsons ha pubblicato il suo primo album in studio, intitolato Over My Shoulder, nel 2009. È stato seguito da Red Grey Blue, Drylands e Glass Heart, che hanno raggiunto rispettivamente la 27ª, la 17ª e l'11ª posizione della classifica neozelandese. La cantante ha collezionato quattro candidature ai New Zealand Music Awards, tra cui due vittorie.

## Discografia

### Album in studio
- 2009 – Over My Shoulder
- 2011 – Red Grey Blue
- 2015 – Drylands
- 2018 – Glass Heart